# Arquidiócesis de Bangkok
La arquidiócesis de Bangkok (en latín: Archidioecesis Bangkoken(sis) y en tailandés: เขตมิสซังกรุงเทพฯ) es una circunscripción eclesiástica latina de la Iglesia católica en Tailandia, sede metropolitana de la provincia eclesiástica de Bangkok. La arquidiócesis tiene al arzobispo cardenal Francis Xavier Kriengsak Kovithavanij como su ordinario desde el 14 de mayo de 2009. 

## Territorio y organización
La arquidiócesis tiene 18 831 km² y extiende su jurisdicción sobre los fieles católicos de rito latino residentes en el área administrativa especial de Bangkok y las provincias de: Phra Nakhon Si Ayutthaya, Nakhon Pathom, Nonthaburi, Pathum Thani, Samut Prakan, Samut Sakhon, Suphanburi, la parte al oeste del río Bang Pa Kong de la provincia de Chachoengsao y el distrito Amphoe Ban Na de la provincia de Nakhon Nayok.
La sede de la arquidiócesis se encuentra en la ciudad de Bangkok, en donde se halla la Catedral de la Asunción.
En 2018 en la arquidiócesis existían 55 parroquias.
La arquidiócesis tiene como sufragáneas a las diócesis de: Chanthaburi, Chiang Mai, Chiang Rai, Nakhon Sawan, Ratchaburi y Surat Thani.

## Historia
Los primeros misioneros en llegar a Siam fueron los jesuitas y los dominicos durante el siglo XVI. Pero fue sobre todo con la llegada de los misioneros de la Sociedad de las Misiones Extranjeras de París cuando la misión pudo estabilizarse; se instalaron a fines de 1662 en Ayutthaya, capital del reino homónimo. Con el breve Cum civitas Iuthia del 4 de junio de 1669 el papa Clemente IX sometió la misión de Siam al vicariato apostólico de Nankín (hoy arquidiócesis de Nankín). congregationis de propaganda fide, tomo I, Roma, 1839, pp. 158-159
El vicariato apostólico de Siam fue erigido en 1673.
En 1840 incorporó el territorio de la suprimida diócesis de Malaca, que había sido confiado al vicariato apostólico de Ava y Pegu (hoy arquidiócesis de Yangón).
El 10 de septiembre de 1841, debido al breve Universi dominici gregis del papa Gregorio XVI, cedió el territorio correspondiente a la suprimida diócesis de Malaca para la erección del vicariato apostólica de Siam Occidental (del que desciende la arquidiócesis de Singapur) y al mismo tiempo asumió el nombre de vicariato apostólico de Siam Oriental.
Los límites del vicariato apostólico de Siam se establecieron el 24 de agosto de 1870 con el breve Ecclesiae universae del papa Pío IX.
El 4 de mayo de 1899 cedió una parte de su territorio para la erección del vicariato apostólico de Laos (hoy arquidiócesis de Thare y Nonseng) mediante el breve In principis del papa León XIII.
El 3 de diciembre de 1924 cambió de nuevo su nombre a vicariato apostólico de Bangkok en virtud del decreto Ordinarii Indosinensis de la Congregación de Propaganda Fide.
El 30 de junio de 1930 cedió una porción de su territorio para la erección de la misión sui iuris de Rajaburi (hoy diócesis de Ratchaburi) mediante el breve Quae catholico del papa Pío XI.
El 11 de mayo de 1944 cedió una porción de su territorio para la erección del vicariato apostólico de Chanthaburi (hoy diócesis de Chanthaburi) mediante la bula Quo in Thailändensi del papa Pío XII.
El 17 de noviembre de 1959 cedió otra porción de territorio para la erección de la prefectura apostólica de Chiang-Mai (hoy diócesis de Chiang Mai) mediante la bula Caelorum regnum del papa Juan XXIII.
El 18 de diciembre de 1965 el vicariato apostólico fue elevado al rango de arquidiócesis metropolitana con la bula Qui in fastigio del papa Pablo VI.
El 9 de febrero de 1967 cedió una porción adicional de territorio para la erección de la diócesis de Nakhon-Sawan (hoy diócesis de Nakhon Sawan) mediante la bula Officii Nostri del papa Pablo VI.

## Estadísticas
De acuerdo al Anuario Pontificio 2019 la arquidiócesis tenía a fines de 2018 un total de 121 039 fieles bautizados.
| Año                                                                             | Población            | Población  | Población      | Sacerdotes | Sacerdotes    | Sacerdotes    | Bautizados por sacerdote | Diáconos permanentes | Religiosos | Religiosos | Parroquias |
| Año                                                                             | Bautizados católicos | Total      | % de católicos | Total      | Clero secular | Clero regular | Bautizados por sacerdote | Diáconos permanentes | Varones    | Mujeres    | Parroquias |
| ------------------------------------------------------------------------------- | -------------------- | ---------- | -------------- | ---------- | ------------- | ------------- | ------------------------ | -------------------- | ---------- | ---------- | ---------- |
| 1949                                                                            | 28 783               | 9 000      | 0.3            | 55         | 55            |               | 523                      |                      | 42         | 198        |            |
| 1969                                                                            | 45 550               | 6 656 577  | 0.7            | 81         | 52            | 29            | 562                      |                      | 84         | 439        | 29         |
| 1980                                                                            | 60 000               | 7 816 000  | 0.8            | 121        | 46            | 75            | 495                      |                      | 176        | 463        | 39         |
| 1990                                                                            | 66 963               | 11 387 000 | 0.6            | 164        | 87            | 77            | 408                      |                      | 195        | 445        | 45         |
| 1999                                                                            | 78 825               | 12 001 721 | 0.7            | 183        | 102           | 81            | 430                      |                      | 212        | 541        | 47         |
| 2000                                                                            | 76 391               | 13 065 565 | 0.6            | 194        | 113           | 81            | 393                      |                      | 230        | 500        | 49         |
| 2001                                                                            | 79 015               | 12 000     | 0.7            | 207        | 119           | 88            | 381                      |                      | 234        | 520        | 51         |
| 2002                                                                            | 81 646               | 12 398 000 | 0.7            | 208        | 121           | 87            | 392                      |                      | 220        | 516        | 51         |
| 2003                                                                            | 84 160               | 12 241 377 | 0.7            | 206        | 120           | 86            | 408                      |                      | 217        | 470        | 51         |
| 2004                                                                            | 86 493               | 12 471 646 | 0.7            | 209        | 123           | 86            | 413                      |                      | 222        | 504        | 51         |
| 2006                                                                            | 111 514              | 12 759 000 | 0.9            | 212        | 128           | 84            | 526                      |                      | 252        | 489        | 51         |
| 2012                                                                            | 115 945              | 13 226 721 | 0.9            | 226        | 133           | 93            | 513                      |                      | 271        | 420        | 54         |
| 2015                                                                            | 118 654              | 13 513 698 | 0.9            | 238        | 135           | 103           | 498                      |                      | 247        | 423        | 55         |
| 2018                                                                            | 121 039              | 13 748 261 | 0.9            | 240        | 148           | 92            | 504                      |                      | 251        | 424        | 55         |
| Fuente: Catholic-Hierarchy, que a su vez toma los datos del Anuario Pontificio. |                      |            |                |            |               |               |                          |                      |            |            |            |

## Episcopologio
- Louis Laneau, M.E.P. † (4 de julio de 1669-16 de marzo de 1696 falleció)
  - Sede vacante (1696-1700)
- Louis-Armand Champion de Cicé, M.E.P.[13] † (19 de enero de 1700-1 de abril de 1727 falleció)
- Jean-Jacques Tessier de Quéralay, M.E.P.[14] † (1 de abril de 1727 por sucesión-27 de septiembre de 1736 falleció)
- Jean de Lolière-Puycontat, M.E.P. † (28 de agosto de 1738-8 de diciembre de 1755 falleció)
- Pierre Brigot, M.E.P. † (8 de diciembre de 1755 por sucesión-30 de septiembre de 1776 nombrado vicario apostólico de Verapoly)
- Olivier-Simon Le Bon, M.E.P. † (30 de septiembre de 1776 por sucesión-27 de octubre de 1780 falleció)
- Joseph-Louis Coudé, M.E.P.[15] † (15 de enero de 1782-8 de enero de 1785 falleció)
- Arnaud-Antoine Garnault, M.E.P. † (10 de marzo de 1786-4 de marzo de 1811 falleció)
- Esprit-Marie-Joseph Florens, M.E.P. † (4 de marzo de 1811 por sucesión-30 de marzo de 1834 falleció)
- Jean-Paul-Hilaire-Michel Courvezy, M.E.P. † (30 de marzo de 1834 por sucesión-10 de septiembre de 1841 nombrado vicario apostólico de Malaca-Singapur)
- Jean-Baptiste Pallegoix, M.E.P. † (10 de septiembre de 1841-18 de junio de 1862 falleció)
  - Sede vacante (1862-1864)
- Ferdinand-Aimé-Augustin-Joseph Dupond, M.E.P. † (9 de septiembre de 1864-11 de diciembre de 1872 falleció)
  - Sede vacante (1872-1875)
- Jean-Louis Vey, M.E.P. † (30 de julio de 1875-21 de febrero de 1909 falleció)
- René-Marie-Joseph Perros, M.E.P. † (17 de septiembre de 1909-12 de julio de 1947 renunció)
- Louis-August Chorin, M.E.P. † (10 de julio de 1947-29 de abril de 1965 falleció)
- Joseph Khiamsun Nittayo † (29 de abril de 1965 por sucesión-18 de diciembre de 1972 renunció)
- Michael Michai Kitbunchu (18 de diciembre de 1972-14 de mayo de 2009 retirado)
- Francis Xavier Kriengsak Kovithavanij, desde el 14 de mayo de 2009